# Peloropeodes magnicornis
Peloropeodes magnicornis är en tvåvingeart som beskrevs av Harmston och Wilhelm Ludwig Rapp 1968. Peloropeodes magnicornis ingår i släktet Peloropeodes och familjen styltflugor.
Artens utbredningsområde är Nebraska. Inga underarter finns listade i Catalogue of Life.